# ليوناردو أرايا
ليوناردو أرايا (بالإسبانية: Leonardo Araya)‏ (15 فبراير 1982 - ) هو مدرب كرة قدم ولاعب كرة قدم كوستاريكي في مركز الدفاع، شارك في الألعاب الأولمبية الصيفية 2004. ولعب مع نادي جامعة كوستاريكا ‏ وسانتوس دي جوابيلز ‏.

## وصلات خارجية
- ليوناردو أرايا على موقع قاعدة بيانات كرة القدم.إي يو (الإنجليزية)
- ليوناردو أرايا على موقع أوليمبيديا (الإنجليزية)